# Австро-турецькі війни
Австро-турецькі війни 16-18 століть — війни між австрійськими Габсбургами та Османською імперією за володіння землями північної частини Балканського півострова та Угорського королівства. Ці війни сприяли створенню багатонаціональної австрійської держави Габсбургів та ослабленню Османської імперії.

## Передумови воєн
Австро-турецькі війни розпочалися в результаті османської навали на країни Південної та Східної Європи. Османські війська протягом XIV—XV століть завоювали значну частину Балканського півострова, вторглися на територію Сербії та Угорщини, в 1521 році захопили Белград, 29 серпня — 14 жовтня 1529 османи взяли в облогу Відень, але так і не змогли його захопити.

## Війна 1532—1533
Війна розпочалася після провалу австро-османських переговорів 1530 року. В результаті успішних дій військ Карла V просування османських військ було зупинено. 23 липня 1533 року в Стамбулі був підписаний австро-османський договір згідно з яким землі західної та північно-західної Угорщини відійшли до Австрії, котра за це зобов'язалася платити султанові щорічну данину і не нападати на землі османського ставленика у східній Угорщині Яна Заполя. Стамбульський договір означав фактичний розподіл Угорщини.

## Війна 1540—1547
В 1536 році був оформлений військовий союз Французького королівства та Османської імперії. В червні 1541 війська султана Сулеймана вторглися до Угорщини, в серпні 1541 року захопили Буду, а навесні 1543 — фортецю Естергом. В результаті війни за адріанопольським договором 1547 Угорське королівство було розділено на три частини: західну та північну — під владою Габсбургів, центральну — під владою намісника султана та східну, правителі якої вважалися васалами султана.

## Війни 1551—1562 і 1566—1568
Це були війни за Трансильванію. Османські війська захопили Темешвар (Тимишоара, 1552), Егер (1553) и Сигетвар (1566). Укладені в 1662 та 1568 роках мирні договори зберегли старі кордони між Османами та Габсбургами.

## Війна 1592—1606
Війна розпочалася наступом османських військ. В битві біля Керестеша (Мезьокерестеш, біля Егера) 26 жовтня 1596 австро-угорські війська зазнали поразки, надалі війна йшла з перемінним успіхом. Наслідком війни стало звільнення Австрії від сплати данини султанові.

## Війна 1660—1664
Розпочалася османським наступом проти Австрії. 1 серпня 1664 року відбулася битва під Сентготтхардом, в якій османська армія була розгромлена австро-угорськими військами. 10 серпня 1664 року між Османською імперією та Австрією був укладений Вашварський мир.

## Війна 1683—1699
Використавши боротьбу частини угорської знаті проти Австрії османська армія 14 липня розпочала облогу Відня, але була вщент розбита в битві 12 вересня військами союзника Австрії — Яна Собеського. Ця поразка зірвала подальшу османську агресію і поклала початок поступовому відступу османів з Центральної Європи. Після створення «Священної ліги» в 1684 австрійські війська зайняли в 1686 Буду, а в 1687—1688 захопили східну Угорщину, Славонію, Банат, зайняли Белград. 11 вересня 1697 австрійські війська під орудою Євгена Савойського розбили османську армію біля Зенти (Сенти). В результаті війни Австрія отримала більшу частину Угорщини, Трансильванію, майже усю Хорватію та Славонію та інші землі (див. Карловицький мир).

## Війна 1716—1718
Австрія розпочала війну проти Османської імперії на стороні Венеції згідно з австро-венеційським союзним договором 1716 року. Австрійські війська під орудою Євгена Савойського 15 жавтня 1716 року взяли Темешвар (Тимишоара), 16 серпня 1717 завдали османам поразки під Белградом який 18 вересня був зданий османськими військами. Згідно з пожаревацьким миром 1718 року Австрія отримала північну Сербію з Белградом, частину Валахії, північну Боснію та інші землі.

## Війна 1737—1739
Розпочалася з вступу Австрії у російсько-турецьку війну 1735—1739 року на боці Російської імперії. Австрійські війська зазнали кілька поразок в тому числі біля Гроцки під Белградом 22 липня 1739. 25 липня того ж року османи обложили Белград. Внаслідок війни за сеператною мирною угодою від 1 вересня 1739 Австрія повернула Османській імперії землі в Сербії та Волощині.

## Війна 1788—1791
Розпочалася в період російсько-турецької війни 1787—1789 років в силу зобов'язань за союзним договором 1781 року. Спершу військові дії йшли невдало для Австрії, але потім після поразок османських військ на російському фронті австрійці перешли в наступ — у вересні 1789 року зайняли Бухарест, в жовтні 1789 Белград, в листопаді 1789 Крайову. 4 серпня 1789 року в Систово (Болгарія) був підписаний сепаратний австро-османський договір. Австрія вийшла з війни під впливом Англії та Пруссії які побоювалися посилення Російської імперії, а також хотіли залучити Австрію до війни проти революційної Франції. Австрія повернула Османській імперії усі завойовані території за виключенням Хотину з околицями які повернула вже по завершенні російсько-турецької війни.